# Гребёнки (Кировская область)
Гребёнки — деревня в Сунском районе Кировской области в составе  Кокуйского сельского поселения.

## География
Находится на расстоянии примерно 8 километров по прямой на юг-юго-восток от районного центра поселка  Суна.

## История
Известна с 1710 года как починок над речкою Сосновкою с 1 двором и 5 душами, в 1763 году учтено было 110 жителей. В 1873 году в деревне Гребенская 1-я дворов 33 и жителей 220, в 1905 44 и 269, в 1926 54 и 300, в 1950 41 и 150, в 1989 проживало 222 жителя. 

## Население
Постоянное население  составляло 165 человек (русские 97%) в 2002 году, 144 в 2010.